# 青春期
青春期（英語：Puberty），或稱青少年期，是指人类由兒童阶段发展为成人阶段的过渡時期，一般为10岁至20岁之间。其中，女孩进入青春期通常早于男孩，女孩在8至15岁；男孩在10至15岁，甚至更遲进入青春期。人类在青春期会经历身体发育、生理、心理上的转变，出现第二性征，并开始具备生育能力。

## 概念
青春期（又稱青少年期）是儿童期至成年期的过渡时期，体格、性徵、内分泌、心理及思想等方面都发生巨大变化，人体生长发育是继婴儿期後出现的第二个高峰，各组织、器官由稚嫩走向成熟，由能力不足趋向功能健全，世界观及信念逐步形成。
青春期开始的主要是第二性徵出现。褪黑素可抑制青春期發育。卡門氏症候群病患也無法進入青春期，還常也伴隨有嗅覺障礙。对于青春期何時結束沒有定論，因為它是體格、智力、社會、法律和心理等多個因素結合。從認知方面說，當一個人能夠進行抽象思維時，就在這方面達到成熟。從社會學角度說，如果一個人能夠在社會上自立生活並選定一種職業或建立家庭，就可以說已經達到成熟期。從政治角度說，一個人能夠行使選舉（一般是18-20歲）的權利，在沒有父母下可以結婚或擔任民事，就可以當作成年。從心理學角度說，能夠發現自己的個性特徵，不會依賴父母形成自己的價值觀念，建立成熟互相依賴的友誼和愛情關係，即意味着成年。

## 阶段

坦納分期將男性生殖器官及陰毛的發育分為五個不同的階段

坦納分期將女性乳房及陰毛的發育分為五個不同的階段

对青春期的阶段目前并没有统一的分期标准，有部分学者将其分为：
1. 青春期早期：第二性徵开始出现至女孩出现月经初潮，男孩出现首次夢遺为止，表现是体格生长突增，年龄因人而異。
2. 青春期中期：以性器官及第二性徵发育为主，以女孩出现月经初潮、男孩出现首次夢遺为该时期的开始，以第二性征发育成熟为止，年龄因人而異。
3. 青春期晚期：自第二性征发育成熟至生殖功能完全成熟、身高增长停止，女孩在这个阶段开始出现周期性月经，年龄因人而異。

坦納分期也是表示發育階段的標準之一。

### 性成熟
性成熟指性心理或性生理上已經成熟。

### 性早熟
如果孩子因為遺傳（包含性激素等內分泌失調）、生活環境（經濟、家庭、同儕壓力、教育或攝入過多環境荷爾蒙）等等可能原因，在心理或生理一或是兩者層面上較一般孩子成熟，甚至有可能青春期提早結束。

## 生理变化
青春期早期的表现形式是身高明显增长，这种现象一般女孩发生在9歲半到13歲之间，而男孩一般在11歲到14歲半之间。一般男孩比女孩发育更迟1到2年，骨骼發育速度會更快更久，因此大約12歲-14歲後將能超過女孩的身高。青春期的生理發育影響到骨骼和肌肉的所有方面，甚至包括眼睛，大多数人都是这一时期出现近视，直到青春期結束近視趨勢才會停止。

### 女性
指从性器官开始发育、第二性徵出现至生殖功能完全成熟的一段时期。
由於卵巢比睾丸发育早，所以女孩的身体发育要比男孩早1到2年。女孩青春期时间大约为10至15岁。
身高、体重迅速增长；身体各脏器功能趋向成熟，神经系统的结构已接近成年人，思维活跃，对事物的反应能力提高，分析问题能力和记憶力增强；内分泌系统发育成熟，肾上腺开始分泌雌性激素刺激毛发生长，出现阴毛、腋毛。生殖系统下丘脑—垂体—卵巢轴系统发育成熟，卵巢开始分泌雌激素、孕激素及少量雄激素，刺激机体内、外生殖器官发育，出现第二性徵如：乳房隆起、皮下脂肪丰满、骨盆宽大、嗓音细高等，月经是女性青春期最显著的标志。

### 男性
大約12至13歲起，男性睾丸和阴囊开始增大，阴囊变红，皮肤质地改变，臉部容易出油。大約12至14岁时，阴茎变长，但是周径增大的速度较小，睾丸和阴囊仍在继续生长，出现阴毛，前列腺开始活动，出現夢遺現象。大約14至15岁，阴囊和阴茎开始继续增大，包皮開始无法覆盖龜頭。正常男性陰莖疲軟狀態，龜頭能夠完全外露且充分发育，形態圓潤碩大，部分男性存在包皮和包莖。阴囊颜色進一步變深，陰毛濃密，睾丸发育成熟，開始出現變聲，長出喉結，射精、夢遺頻繁。
同時，在各臟器功能、神經系統的結構、分析能力、應變能力等，也漸漸接近成年人，也會長出鬍子、腋毛、陰毛，身體各處毛髮密度逐漸增高，睪丸與內生殖器開始製造精子與精液，出現第二性徵：肩膀加寬等，夢遺是男性青春期最顯著的標誌。
随着生活水平的变化，青春期开始的时间会有所变化。

## 心理变化
在這時候，青少年會非常且特別留意自我形象，心理會出現反叛情緒。一些青少年會對性幻想或性行為等「性」的各方面產生好奇，或渴望愛情。

### 青春期現象
- 第二性徵
- 初精
- 遺精（夢遺）
- 初潮（初經）
- 乳房初長
- 陰毛初現
- 性腺初育
- 青春期恋爱

## 外部連結

### 青春期資訊
- 衛生福利部國民健康署-健康九九網站-青春好漾館 （页面存档备份，存于）
- 香港特別行政區政府衛生署學生健康服務-性教育 （页面存档备份，存于）